# Фердинанд Столичка

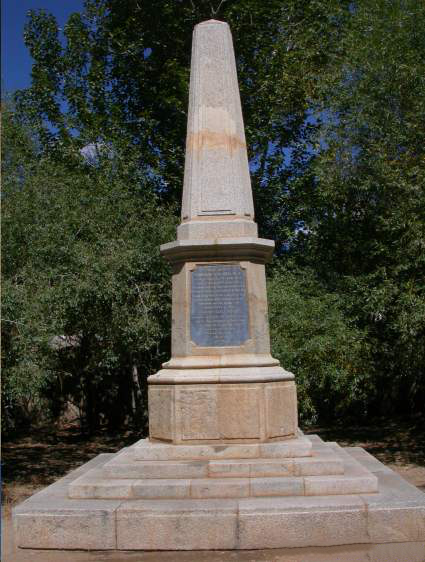
Меморіал на моравському кладовищі в Леху

Фердинанд Столичка (нім. Ferdinand Stoliczka, чеськ. Ferdinand Stolička, 7 червня 1838, Білани, сьогодні частина Кромержижа, Моравія — 19 червня 1874, Індія) — австрійський дослідник чеського походження, ботанік, зоолог, геолог, геодезист та палеонтолог.

## Біографія
Після закінчення навчання, він працював кілька років в Імператорському геологічному інституті у Відні, поки не перебрався в 1862 році в Геологічну службу Індії.
З 1864 по 1866 роки він здійснив за своєю ініціативою кілька дослідницьких експедицій в район Гімалаїв та Тибету, де проводив петрографічні дослідження, метеорологічні спостереження та збирав гірські породи, викопні рештки рослин та ссавців.
У 1873 році він здійснив свою останню поїздку в Гімалаї. Столичка захворів і помер в місті Murghi, штат Ладакх на березі річки Шайок. Адміністрація Ладакха в місті Лех встановила на честь дослідника в 1876 році обеліск, який з тих пір став місцем паломництва дослідників Гімалаїв.

## Почесті
Деякі з видів тварин названі на його честь:
- Агама Столички
- Рід змій Stoliczkaia;
- Метелики Parnassius stoliczkanus та Colias stoliczkana;
- Краб-павук Thomisus stoliczka;
- Риби Puntius stoliczkanus та Nemacheilus stoliczkai;
- Південноазіатський трезубценос Aselliscus stoliczkanus;
- Центральноазіатська полівка Alticola stoliczkanus